# Arhitektura u 1809.
◄◄ | ◄ | 1806. | 1807. | 1808. | 1809.  | 1810. | 1811. | 1812. | ► | ►►
Arhitektura • Astronomija • Biologija • Glazba • Kazalište • Kemija • Kiparstvo • Knjige • Književnost • Kršćanstvo • Meteorologija • Medicina • Politika • Pravo • Promet • Slikarstvo • Šport • Znanost
Arhitektura u 1809.

## Hrvatska i u Hrvata

### Zgrade i druge građevine
- pravoslavna Crkva sv. Nikole u Bijelom Brdu, dovršetak gradnje

## Vanjske poveznice
|  | Zajednički poslužitelj ima još gradiva o temi Arhitektura u 1800-im |